# Удо Квелльмальц
Удо Гюнтер Квелльмальц (нім. Udo Günther Quellmalz; нар. 8 березня 1967, Лейпциг, НДР) — німецький дзюдоїст, олімпійський чемпіон 1996 року, бронзовий призер Олімпійських ігор 1992 року, дворазовий чемпіон світу, багаторазовий призер чемпіонатів світу та Європи.

## Виступи на Олімпіадах
| Олімпіада      | Дисципліна | Місце |
| -------------- | ---------- | ----- |
| Сеул 1988      | до 65 кг   | 20    |
| Барселона 1992 | до 65 кг   | 3     |
| Атланта 1996   | до 65 кг   | 1     |